# نيمانيا ميليتيتش (لاعب كرة قدم)
نيمانيا ميليتيتش (بالصربية: Немања Милетић)‏ هو لاعب كرة قدم صربي في مركز الدفاع، ولد في 26 يوليو 1991 في لوزنيتسا في صربيا. لعب مع النجم الأحمر بلغراد.

## وصلات خارجية
- نيمانيا ميليتيتش (لاعب كرة قدم) على موقع قاعدة بيانات كرة القدم.إي يو (الإنجليزية)
- نيمانيا ميليتيتش (لاعب كرة قدم) على موقع ناشيونال فوتبول تيمز (الإنجليزية)
- نيمانيا ميليتيتش (لاعب كرة قدم) على موقع Soccerbase.com (لاعب) (الإنجليزية)
- نيمانيا ميليتيتش (لاعب كرة قدم) على موقع Soccerway.com (الإنجليزية)
- نيمانيا ميليتيتش (لاعب كرة قدم) على موقع عالم كرة القدم.نت (الإنجليزية)